# Aprilscherz
Als Aprilscherz bezeichnet man den Brauch, seine Mitmenschen am 1. April durch erfundene oder verfälschte, meist spektakuläre oder fantastische Geschichten, Erzählungen oder Informationen in die Irre zu führen („in den April zu schicken“) und so „zum Narren zu halten“. Aufgelöst wird der Schwindel meist mit dem Ruf „April, April“. Die Tradition des Aprilscherzes gibt es in den meisten europäischen Ländern sowie in Nordamerika.
Auch in Zeitungen, Zeitschriften, Radio- und Fernsehsendern und bisweilen auf Webseiten ist es üblich, die Leser bzw. Hörer durch glaubhaft klingende erfundene Beiträge hereinzulegen; oft liefern übertrieben dargestellte Details der Meldungen Hinweise auf den fehlenden Wahrheitsgehalt.

## Ursprünge
Erstmals überliefert ist die Redensart „in den April schicken“ in Deutschland 1618 in Bayern. Der Begriff Aprilscherz bürgerte sich jedoch erst in der zweiten Hälfte des 19. Jahrhunderts ein. In Grimms Deutschem Wörterbuch von 1854 ist zwar in den April schicken und der Aprillsnarr verzeichnet, aber noch nicht der Aprilscherz.
Wie es dazu kam, dass der 1. April zum Tag für besondere Scherze wurde, ist unbekannt. Gesichert ist dem Theologen Manfred Becker-Huberti zufolge einzig, dass es schon im Volksglauben der Antike eine Vielzahl von angeblichen Unglückstagen gab (vgl. Freitag, der 13.), zu denen regelmäßig auch der 1. April zählte.
Häufig werden auch diese (ungesicherten) Erklärungen angeführt:
- Der 1. April gilt in manchen Überlieferungen als Geburts- oder Todestag des Judas Iskariot, der Jesus von Nazaret verriet. Zudem sei der 1. April angeblich der Tag des Einzugs Luzifers in die Hölle und daher ein Unglückstag, an dem man sich besonders vorsehen müsse.
- Auf dem Augsburger Reichstag von 1530 sollte unter anderem das Münzwesen geregelt werden. Aus Zeitgründen kam es jedoch nicht dazu, so dass für den 1. April ein besonderer „Münztag“ ausgeschrieben wurde. Als der 1. April kam, fand dieser Münztag dann doch nicht statt. Zahlreiche Spekulanten, die auf diesen Münztag gesetzt hatten, verloren ihr Geld und wurden auch noch ausgelacht.
- Der französische König Karl IX. führte 1564 durch das Edikt von Roussillon eine umfangreiche Kalenderreform durch und verlegte den offiziellen Jahresanfang auf den 1. Januar. In einigen Regionen Frankreichs feierten die Menschen aber – zum Teil aus Unwissenheit – weiter Ende März. Sie sollen als „Aprilnarren“ verspottet worden sein.
- Ein weiterer möglicher Ursprung des Brauchs ist auf ein Ereignis während des Achtzigjährigen Krieges in den Niederlanden zurückzuführen. Am 1. April 1572 wurde Brielle als erste holländische Stadt von den Wassergeusen erobert. Dem verhassten spanischen Statthalter Fernando Álvarez de Toledo, Herzog von Alba, „drehte man daraufhin eine Nase“, was sich bis heute in den holländischen Geschichtsbüchern manifestiert: „Op 1 april verloor Alva zijn bril“ („Am 1. April verlor Alba seine Brille“).
- Angeblich bat an einem 1. April ein sechzehnjähriges Mädchen, dessen Name unbekannt ist, den jungen Damen zugeneigten französischen König Heinrich IV. schriftlich um ein heimliches Rendezvous in einem diskreten Lustschloss. Als Heinrich zu dem Tête-à-Tête erschienen sei, habe ihn überraschend der versammelte Hofstaat begrüßt, vorgestanden von seiner Gemahlin Maria de’ Medici, die ihm untertänigst dafür gedankt haben soll, dass er ihrer Einladung zum „Narrenball“ gefolgt sei.

## Beispiele

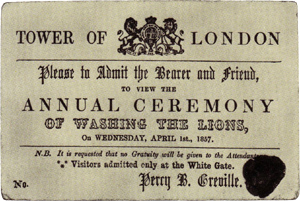
Einladung zur „Löwenwaschung“ am 1. April 1857 im Tower of London in London

Eine Auswahl bekannter Beispiele für in den Medien inszenierte Aprilscherze sind:
- Zahlreiche internationale Nachrichtenagenturen warnten des Öfteren zum 1. April vor dem Umweltgift Dihydrogenmonoxid (H2O), einem Hauptbestandteil des sauren Regens, das in Tumoren und Kernkraftwerken zu finden sei und beim Einatmen tödlich wirke. Es handelt sich hierbei schlicht um Wasser. Im Gegensatz zu einem „normalen“ Aprilscherz wurde hier nichts Falsches gesagt. Nur durch die Unkenntnis der Betroffenen kann er wirken.
- In den technischen und organisatorischen Dokumenten zum Internet finden sich regelmäßig zum 1. April Parodien derartiger Dokumente.
- Besonders beliebt ist die bereits unzählige Male erneute Ankündigung so genannter Vaporware am 1. April. So fand sich beispielsweise immer wieder zu diesem Tag in zahlreichen Foren plötzlich ein konkretes Datum, an dem das bekannteste Vaporware-Spiel Duke Nukem Forever erscheinen sollte. Ebenso werden andere Produkte außerhalb von Technik und Programmen, die auf sich warten lassen, gerne als Aprilscherz neu angekündigt.
- In der 3D-Software Blender werden regelmäßig zum 1. April neue Funktionen entdeckt, die allerdings nicht existieren.[4][5]
- Die britische Rundfunkanstalt BBC zeigte am 1. April 1957 den scherzhaften Dokumentarfilm Spaghetti Harvest, der die angebliche Ernte von Spaghetti zum Thema hatte. Die Sendung wurde von etwa acht Millionen Zuschauern gesehen, von denen Hunderte anschließend bei der BBC anriefen, um sich zu vergewissern, ob Spaghetti wirklich auf Bäumen wüchsen, und andere sogar erfahren wollten, wie sie diese selbst anbauen könnten.[6][7]
- Häufig kursiert zum 1. April auch die Nachricht, dass in Großbritannien oder Nordirland der Rechtsverkehr eingeführt werde. Eine Variation brachte in den 1980er Jahren eine (West-)Berliner Tageszeitung, die mit einer Fotomontage einer komplizierten Autobahnauffahrt an der Sektorengrenze unterstrich, dass im britischen Sektor der Linksverkehr eingeführt werden solle.
- 1977 legte die britische Zeitung The Guardian eine 7-seitige Reisebeilage über die Republik San Serriffe, einem fiktiven Archipel im Indischen Ozean, anlässlich ihrer 10-jährigen Unabhängigkeit bei. Reisebüros erlebten einen Ansturm von Reiseanfragen.[8] 22 Jahre später wurde am ersten April die politische Entwicklung des Eilands gewürdigt. Wieder kamen für alle Namen Fachwörter aus der Zeitungsbranche zum Einsatz, so hieß der Journalist, der den Artikel verfasste und dabei die Hauptstadt „Bodoni“ besuchte, „Berlin Sans“, beide Namen sind Schriftarten.[9]
- 1980 führte der Great Blue Hill eruption prank in Milton, Massachusetts, zu einer Massenpanik.
- 1995 wurde der Heißköpfige Nackteisbohrer, eine in der Antarktis verbreitete fleischfressende maulwurfähnliche Tierart, in der Zeitschrift Discover vorgestellt. Die vorgebliche zoologische Sensation fand ein nie dagewesenes Publikumsinteresse.
- 1996 scherzte die Fast-Food-Kette Taco Bell in einer Werbeanzeige, sie habe die Liberty Bell erstanden und wolle sie in „Taco Liberty Bell“ umbenennen.[10]
- Am 31. März 1998 hat die Fast-Food-Kette Burger King in einer ganzseitigen Anzeige in USA Today die Markteinführung des Whoppers für Linkshänder für den Folgetag angekündigt. Die Beläge seien um 180 Grad gedreht, so dass es für Linkshänder einfacher wäre, ihn zu halten.[11]
- 2005 hat die Fluggesellschaft Condor 10.000 Gratisflüge nach Molwanîen angeboten und täuschend echte Online-Tickets ausgestellt.
- 2007 veröffentlichte der Künstler Dan Baines das Foto einer selbstgebastelten Elfen-Mumie auf seiner Website und bezeichnete sie als echt. Dies sorgte für weltweite Berichterstattung.
- 2007 wurde von der ARD verkündet, dass nach nun 53 Jahren künftig die Titelmelodie der Tagesschau vom Band käme und nicht mehr weiterhin live von einem Orchester im Studio gespielt werden würde.[12]
- 2008 meldete die BBC die Entdeckung angeblich fliegender Pinguine auf King George Island.
- 2009 wird in der April-Ausgabe der Zeitschrift Oldtimer-Markt von der Zulassung eines raketengetriebenen Fahrzeugs in Molwanîen berichtet. Der Zulassungsvorgang in diesem Land würde beschrieben, um die strengen Vorschriften in Deutschland zu umgehen.
- Seit 2010 macht der Mathematik-Professor Matthew Weathers am 1. April immer wieder neue komplexe Scherze, in denen er bei seinen Uni-Vorträgen mit seiner Videoprojektion interagiert. So entsteht z. B. einmal ein Dialog mit seinem sich verselbstständigten Schatten auf der Leinwand oder er zieht ein hartnäckiges Windows-Fenster scheinbar physisch seitlich aus der Leinwand heraus.[13]
- 2016 hat Burger King Frankreich in einem Video angekündigt, dass man künftig eine einzige Pomme frite bestellen könne, da man nach einem Whopper zu satt sei. Es werde separat zubereitet und von Hand eingewickelt, außerdem sei es in drei Längen erhältlich.[14]
- Das 2016 erschienene Smartphone-Spiel Pokémon Go basiert auf einem Aprilscherz von Google Maps aus dem Jahr 2014. Am 1. April 2014 wurden mehrere Pokémon auf den Google-Karten integriert; denjenigen Nutzern, die sie alle entdecken, wurde in Aussicht gestellt, bei Google als Pokémon Master eingestellt zu werden.[15][16]
- 2025 meldete das Schweizer Radio SRF, dass alle Schweizer zu jenem Wissenstest anzutreten hätten, welchen Menschen zu bestehen hätten, die sich einbürgern lassen wollen. So solle sichergestellt werden, dass Schweizer das Wissen hätten, über das Einbürgerungswillige verfügen müssten, um den Schweizer Pass zu erhalten. Bei Nichtbestehen drohten Nachsitzen, bei Bestehen Steuerrabatt.[17]

## Vergleichbare Anlässe
- In Spanien und Lateinamerika gibt es ähnliche Scherze am 28. Dezember, dem Día de los Santos Inocentes (Tag der unschuldigen Kinder).
- Poisson d’avril